# Yahya von Antiochia
Yahya von Antiochia (vollständig arabisch يحيى بن سعيد الأنطاكي, DMG Yaḥya ibn Saʿīd al-Anṭākī; * um 975; † um 1066) war Verfasser von arabischsprachigen Annalen zur Geschichte seiner Zeit und theologischer Schriften.

## Leben
Yahya wurde wahrscheinlich in Ägypten geboren. Er war melkitischer Christ und bedeutender Arzt. 1014/1015 floh er nach antichristlichen Ausschreitungen unter Kalif al-Hākim bi-amr Allāh nach Antiochien in Syrien, das damals zum Byzantinischen Reich gehörte.
Yahya verfasste eine Fortsetzung der Annalen des Eutychios von Alexandria für die Jahre 938 (Tod von Johannes Tzimiskes) bis 1034 (Einnahme Edessas durch Georgios Maniakes). Die Annalen beinhalten die Geschichte des Byzantinischen Reiches, des arabischen Reiches der Abbassiden und des Reiches der Fatimiden in Ägypten umfassend und historisch zuverlässig, dazu Ereignisse im Großbulgarischen Reich und der Kiewer Rus und kirchliche Ereignisse in den Patriarchaten Alexandrien, Jerusalem, Antiochien und Konstantinopel.
Yahya war Autor theologischer apologetischer Schriften, die sich mit islamischen und jüdischen Positionen auseinandersetzten.

## Ausgaben
1883 veröffentlichte der russische Orientalist Viktor von Rosen erstmals Auszüge aus den Annalen in «Император Василий Болгаробойца. Извлечения из летописи Яхъи Антиохийского.» (Kaiser Basilius der Bulgarenbekämpfer – Auszüge aus den Annalen des Yahya von Antiochia), St. Petersburg 1883.
Seit 1924 erschienen die Annalen in der Patrologia Orientalis, Bd. 18, 23, 47 mit einer französischen Übersetzung.